# کاظم حسیبی
مهندس کاظم حسیبی (مهر ۱۲۸۵ – ۷ آبان ۱۳۶۹) از فعالان سیاسی ملی‌گرا و نماینده مجلس شورای ملی بود که نقشی اساسی در جریان ملی شدن نفت ایفا نمود. او نخستین ایرانی فارغ‌التحصیل پلی تکنیک پاریس است.

## کاظم حسیبی
او تحصیلات ابتدایی و متوسطه در مدرسه کمالیه و دارالفنون به پایان برد و در سال ۱۳۰۴ وارد دانشکده حقوق گردید سپس جزء نخستین سری دانشجویان اعزامی در دوران رضا شاه به خارج از کشور بود.
مهندس حسیبی نخستین دانش‌آموخته ایرانی پلی تکنیک پاریس بود. (در فرانسه فارغ‌التحصیل شدن از پلی تکنیک از بزرگترین افتخارات است تا جایی که از هر ۱۰۰۰ نفر ۳۰ نفر هم پذیرفته نمی‌شوند. ا
حسیبی پس از برگشت به ایران در سمت دانشیاری دانشکده فنی دانشگاه تهران در ۱۳۲۰ شروع به فعالیت نمود او همچنین جزء پایه‌گذاران کانون مهندسین ایران که در سال ۱۳۲۲ بود که این کانون سرآغاز تحولات بزرگ اجتماعی گردید.

## فعالیتهای سیاسی
مهندس حسیبی از اعضا هیئت مؤسس حزب ایران و جبهه ملی بود که از سال ۱۳۲۳ یعنی آغاز فعالیت حزب ایران در آن حزب فعالیت خود را آغاز نمود و در دوره ۱۶ و ۱۷ مجلس شورای ملی عضو مجلس بود. او تا ۱۳۶۰ و انسداد فعالیت سیاسی (پس از صدور حکم ارتداد جبهه ملی ایران) فعالیت مداوم داشته و بارها در زمان شاه به زندان رفته‌است.

## جبهه ملی اول
حسیبی از بنیانگذاران جبهه ملی ایران نیز محسوب می‌شد و در جریان ملی شدن نفت از مشاوران اصلی محمد مصدق در امور اقتصاد و نفت محسوب می‌گردید. عموم تصمیمات اقتصادی دولت ملی مصدق بر اساس برآوردهای اقتصادی وی انجام پذیرفت؛ و در حقیقت یکی از پایه‌های ملی شدن نفت ایران محسوب می‌گردد. تمامی نطق‌های مکی در دوره ۱۵ در خصوص نفت را حسیبی تهیه کرده‌است.
او در دوره ۱۷ نایب رئیس مجلس بود و در زمان کودتای ۲۸ مرداد ۱۳۳۲ جزء همراهان محمد مصدق بود. حسیبی بعد از کودتای ۲۸ مرداد و ۱۹ ماه زندگی مخفیانه در تهران و قم سرانجام توسط مأموران شهربانی دستگیر گردید. در دادگاه به یک سال حبس و سپس محرومیت از فعالیت‌های اجتماعی محکوم گردید.

## جبهه ملی دوم

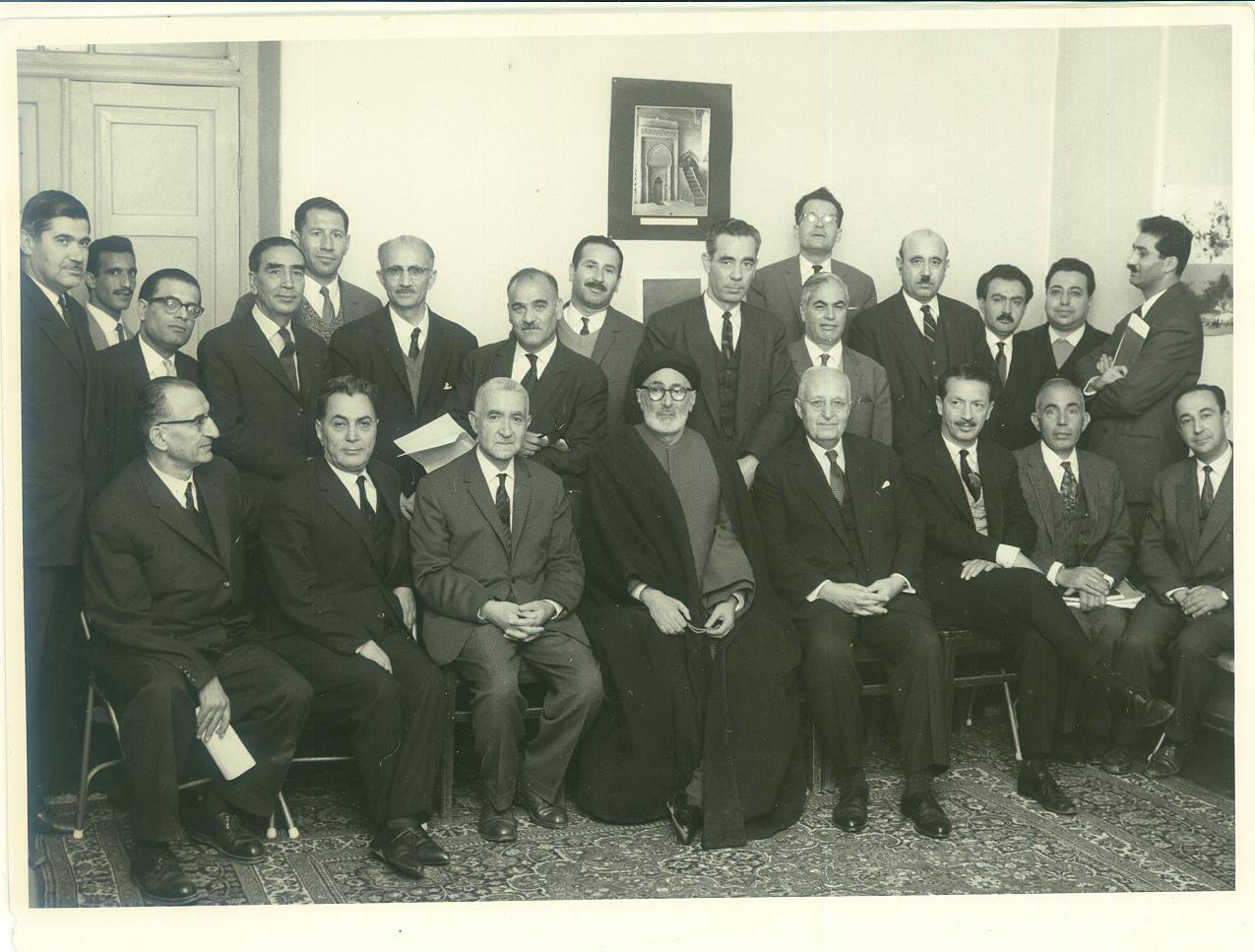
تصویر رهیران جبهه ملی

پس از کودتا حسیبی به فعالیت‌های سیاسی خود در قالب نهضت مقاومت ملی و حزب ایران ادامه داده و در سال ۱۳۳۹ در تأسیس جبهه ملی دوم نقش به سزایی داشت. وی از سوی شرکت کنندگان در کنگره ۱۳۴۱ جبهه ملی به عضویت شورای مرکزی انتخاب گردید.
در ضمن، گفته شده که غلامرضا تختی، به واسطه دوستی و ارتباطی که با برخی از اعضای جبهه ملی از جمله کاظم حسیبی داشت، پیش از مرگ خود در وصیتنامه خود، سرپرستی تنها فرزندش بابک را به کاظم حسیبی سپرد، که در فیلم سینمایی غلامرضا تختی به کارگردانی بهرام توکلی هم، به این مطلب اشاره شده‌است. مهندس حسیبی به همراه ادیب برومند تنها کسانی بودند که در جلسه پایانی جبهه ملی ملی دوم از شورای مرکزی استعفا ندادند.

## جبهه ملی چهارم
از سوی دولت موقت مأموریت یافت تا برای مذاکره و تسویه حساب با کنسرسیوم نفت در لندن با آن شرکت مذاکراتی در خصوص مطالبات ایران و نحوه وصل ان انجام دهد و پس از انجام موفقیت‌آمیز این مأموریت دیگر با نهادهای انقلابی همکاری نکرد.
مهندس کاظم حسیبی به همراه دکتر کریم سنجابی در ۲۲ اسفندماه ۱۳۵۷ طی اعلامیه از عموم مردم برای مشارکت در بازسازی جبهه ملی ایران دعوت به عمل آوردند و خواستار حضور احزاب ملی در جبهه ملی ایران گردیدند. حسیبی در اولین جلسه شورای مرکزی جبهه ملی به اتفاق آرا به سمت رئیس شورای مرکزی انتخاب شد. او این سمت را تا پایان دوره جبهه ملی چهارم یعنی سال ۱۳۶۰ که فعالیت جبهه ملی ایران با حکم ارتداد روح‌الله خمینی متوقف گردید برعهده داشت.